# Lathraea clandestina
La hierba de sotierra  (Lathraea clandestina) es una planta de la familia de las escrofulariáceas.

## Descripción

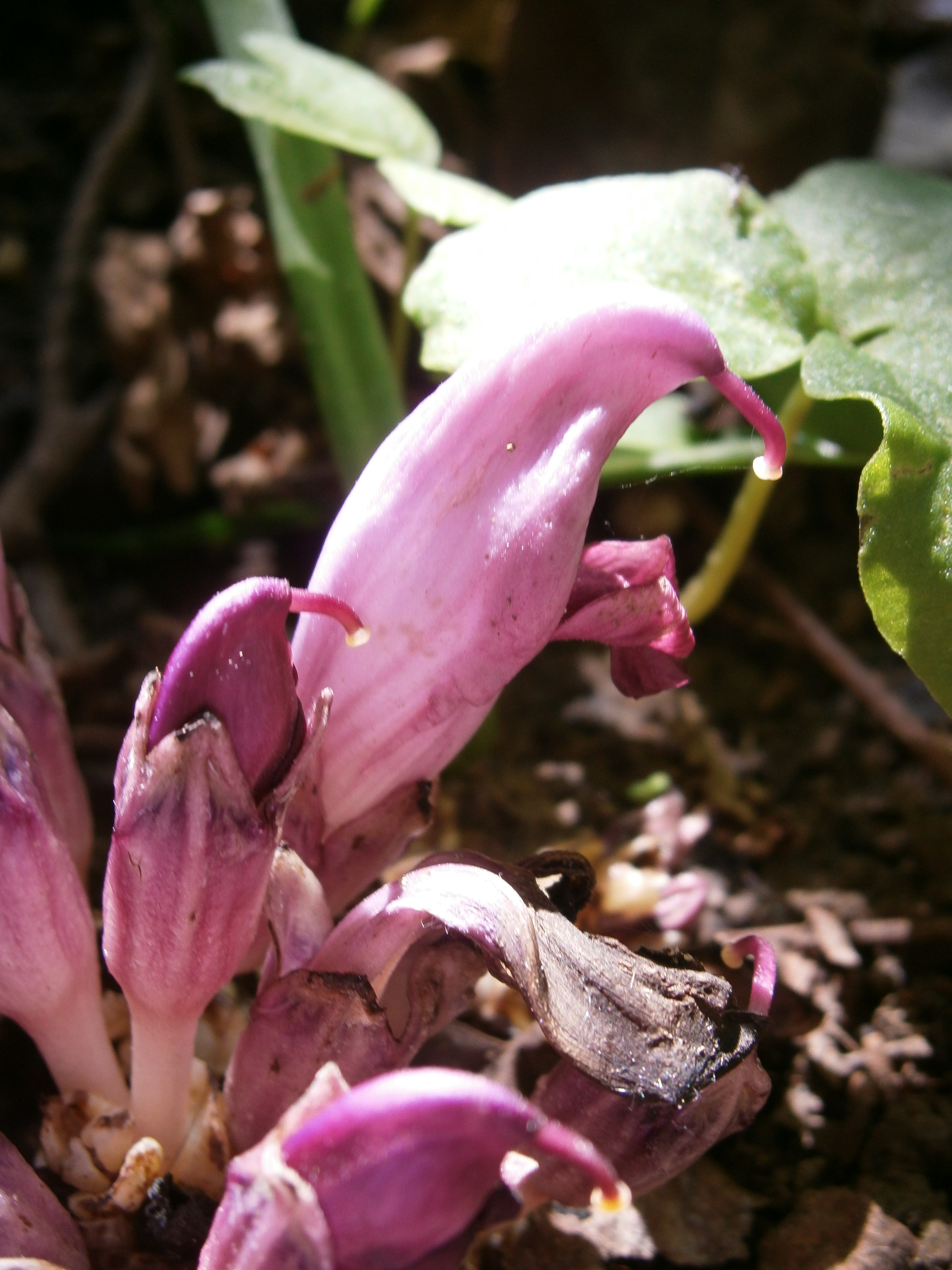
Flores a corta distancia

Planta vivaz con tallos semisubterráneos amarillentos, ramificados y abiertos de escamas acorazoadas imbricadas. Hojas arriñonadas y abrazadoras. Flores violetas o purpúreas, reunidas en corimbos de 4-8 unidades; pedúnculos de hasta 3 cm. Cáliz de color lila, glabro y de una longitud equivalente a la tercera parte de la corola. Esta presenta su labio superior bastante más grande que el inferior y algo en capucha, puede llegar a medir hasta 5 cm. Fruto ovoideo con semillas grises, reticulado-rugosas. Parasita las raíces de castaños, fresnos, sauces, álamos, avellanos y alisos. Al secarse adquiere un tono negruzco. Florece en primavera.

## Hábitat
Bosques frescos de ribera.

## Distribución
Bélgica, Francia, España e Italia. Introducida en Gran Bretaña.